# Ovamboland
| Ovamboland Ovambo                          | Ovamboland Ovambo |
| ------------------------------------------ | --- |
| Flagge                                     | |
|                                            | |
| Hauptstadt                                 | Ondangua |
| Größe                                      | 56.072 km² |
| Einwohner                                  | 239.363 (1960) |
| Staatsform                                 | Homeland (ab 1973 autonom) |
| Staatsoberhaupt                            | - 1968–1972: Uushona Shiimi (Chefratsmitglied) - 1972–1973: Filemon Elifas (Chefratsmitglied) - 1973–1975: Filemon Elifas (Chefminister) - 1975–1980: Cornelius Thuhageni Njoba (Chefminister) - 1980–1981: Cornelius Thuhageni Njoba (Vorsitzender des Exekutivrates) - 1981–1989: Peter Kalangula (Vorsitzender des Exekutivrates) |
| Gründung                                   | 1968 (1973 Autonomie) |
| Auflösung                                  | Mai 1989 (vor der Unabhängigkeit Namibias) |
| Währung                                    | Südafrikanischer Rand |
| Autokennzeichen                            | SWA |
| Lage des ehemaligen Homelands Okavangoland | |

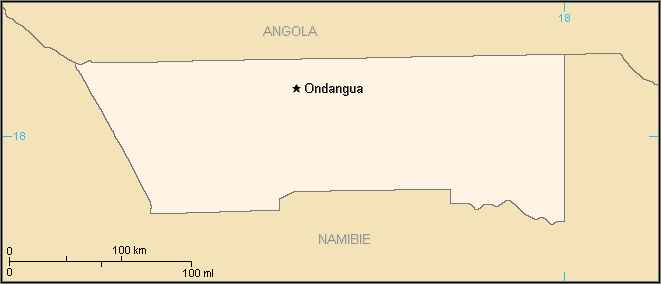
Karte des Ovamboland

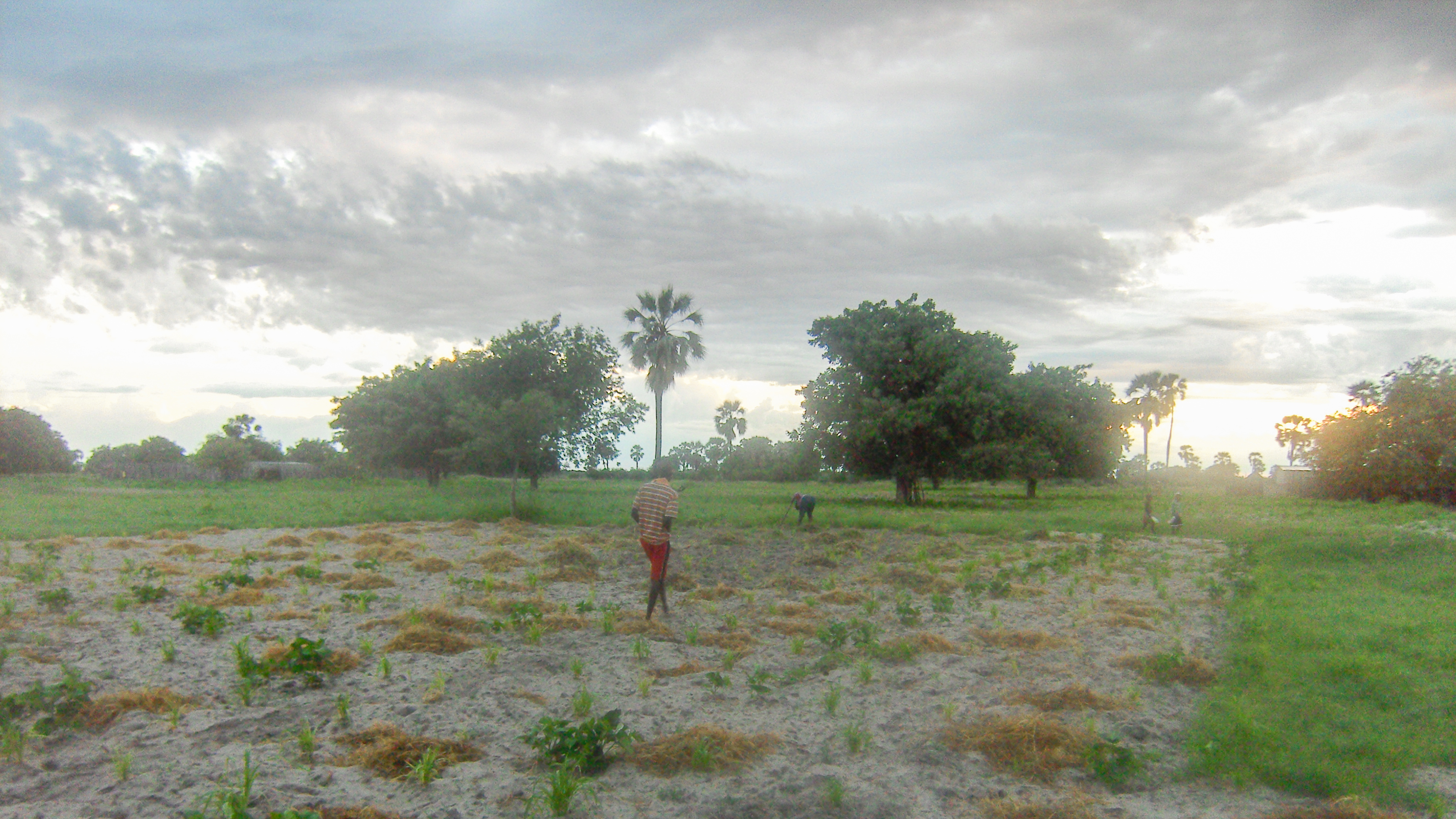
Typisches Landschaftsbild im Ovamboland (Kultivierung von Omahangu in der Omusati-Region)

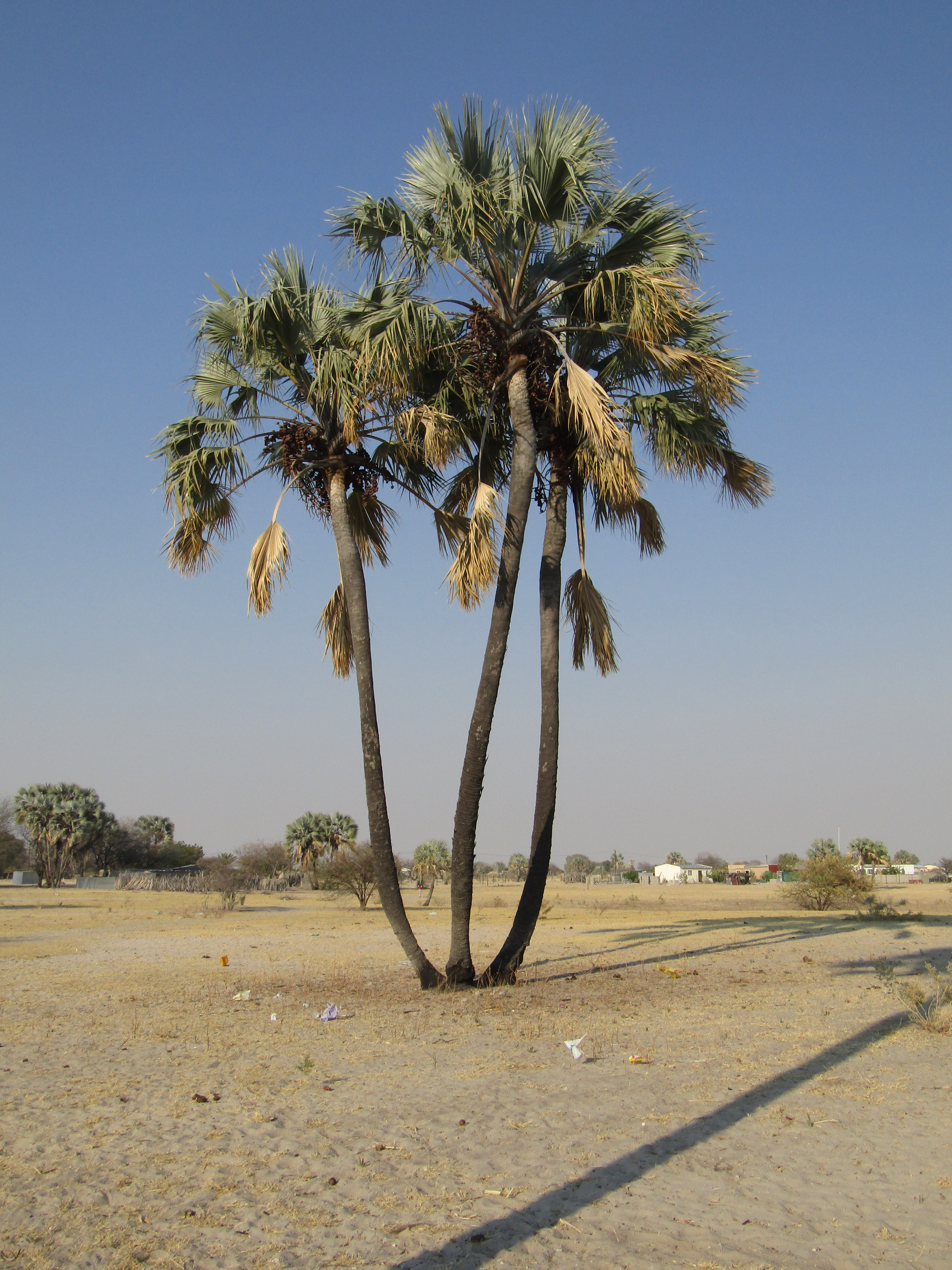
Makalani-Palme (Hyphaene petersiana) in Oniipa (Oshikoto-Region)

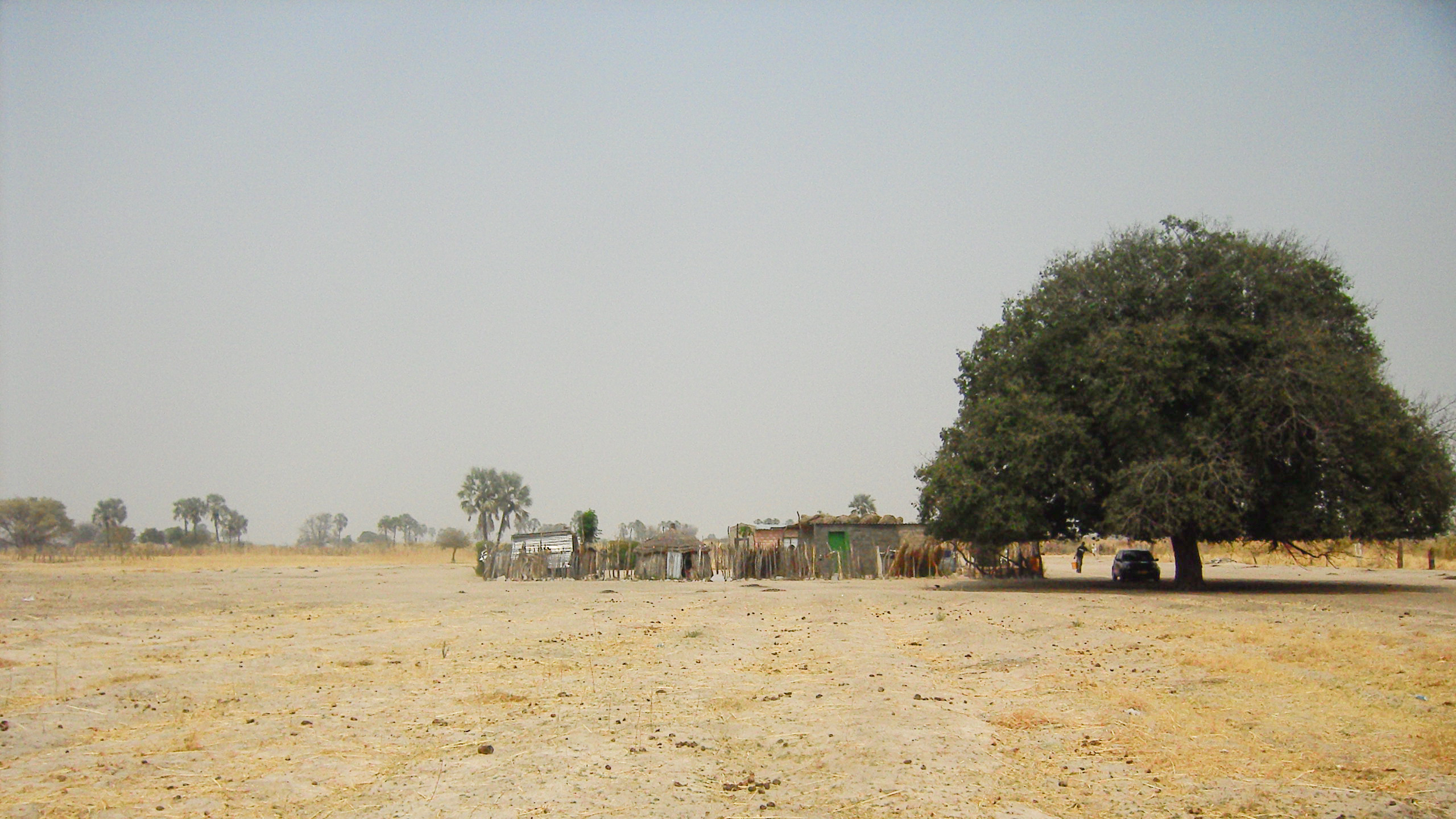
Traditioneller Kraal im Ovamboland (Omusati-Region)

Das Ovamboland (auch Owamboland, früher Amboland), als Homeland seit 1972 oder 1973 nur Owambo (oder Ovambo) ist die historische Bezeichnung für ein geographisches Gebiet in Namibia (dem früheren Südwestafrika) und Heimat des Volks der Ovambo. Der Begriff stammt aus der deutschen Kolonialzeit und der Zeit der südafrikanischen Besatzung, wird heute aber auch fast ausnahmslos von den Ovambo selbst sowie von allen anderen Ethnien Namibias verwendet.
Von 1968 bis 1990 war das Ovamboland ein Homeland nach südafrikanischem Vorbild, seit 1973 ein autonom verwaltetes Homeland mit etwa 239.000 Einwohnern.
Der Veterinärzaun von Namibia, welcher, in landwirtschaftlicher Hinsicht, den Norden des Landes vom Süden trennt, um im Norden verbreitete Tierkrankheiten zurückzuhalten, wird oft als die Südgrenze des Ovambolandes betrachtet. Die im südlichen Ovamboland und an der wichtigsten Nord-Süd-Verbindung gelegene Stadt Oshivelo gilt heute als „Tor zum Ovamboland“.
Ein besonderes landschaftliches Merkmal des Ovambolandes ist die große Zahl der dort wachsenden Makalani-Palmen (Hyphaene petersiana). Außerdem stellt die größtenteils noch kommunale Landnutzung ohne eingezäunte Farmen bzw. Weiden einen starken Kontrast zum übrigen Namibia dar.

## Geschichte

### Besiedelung, Kolonialzeit und Apartheid
Das Gebiet südwestlich des Okavango und nördlich der Etosha-Pfanne wurde zwischen dem 15. und 16. Jahrhundert von den Ovambo besiedelt. Da die Ovambo neben der Viehzucht auch Ackerbau betrieben, waren sie von Anfang an relativ sesshaft. Erst im 19. Jahrhundert drangen die ersten Europäer ins Siedlungsgebiet der Ovambo vor. Unter den ersten waren hierbei Francis Galton, Karl Johan Andersson und Carl Hugo Hahn. Ihnen folgten bald Missionare, die im Ovamboland ihre Tätigkeit aufnahmen. Etwas später folgten dann Händler, welche vor allem Elfenbein und Straußenprodukte im Tausch gegen Waffen, Munition, Kleidung oder Pferde erwarben.
Während der deutschen Kolonialzeit im heutigen Namibia, sowie der gleichzeitig bestehenden portugiesischen Herrschaft im benachbarten Angola, gingen die lokalen Herrscher der Ovambo vermehrt dazu über, gegen Prämien ihre Untertanen für zeitlich begrenzte Zeiträume den Kolonialherren als Arbeitskräfte zur Verfügung zu stellen. Dabei handelte es sich meist um junge Männer, welche dann für einige Jahre in den Dienst der Deutschen oder der Portugiesen gestellt wurden.
Im Jahr 1897 kam es im Ovamboland zu einem starken Ausbruch der Rinderpest in deren Folge etwa 90 % aller Rinder der Region verendeten. Eine etwa zur selben Zeit eingetretene, sehr lange Dürreperiode führte dann zum nahezu vollständigen Zusammenbruch der Wirtschaft im Ovamboland.
Um die Jahrhundertwende vom 19. ins 20. Jahrhundert errichtete die deutsche Kolonialmacht einige Kontrollposten an der Südgrenze des Gebietes, insbesondere um die Bewegungen von Rindern aus und in die Region zu überwachen. Die Deutschen unternahmen dabei aber niemals ernsthafte Schritte, das Ovamboland unter ihre vollständige Kontrolle zu bringen, geschweige denn es zu besiedeln. Lediglich Major Franke unternahm nach den Hererokriegen einige Reisen in die Region. Erst 1908 wurden offizielle Schutzverträge mit den Ovambo-Königen geschlossen.
Nachdem Deutsch-Südwestafrika im Ersten Weltkrieg 1915 von der Südafrikanischen Union erobert worden war, beschränkten sich auch die südafrikanischen Besatzer zunächst auf Patrouillen im Gebiet der Ovambo.
Die Haltung Südafrikas gegenüber dem Ovamboland sollte sich aber 1916 grundlegend ändern, als der Kwanyama-König Mandume Ndemufayo im Kampf gegen die Portugiesen im benachbarten Angola siegreich blieb, dabei zahlreiche Waffen erbeutete und sich anschließend wieder samt Beute in den heute namibischen (und damals südafrikanisch verwalteten) Teil des Ovambolandes zurückzog, was von den Südafrikanern als Bedrohung betrachtet wurde. Ndemufayo wurde ein Ultimatum zur freiwilligen Beugung gegenüber der südafrikanischen Besatzungsmacht gestellt. Nachdem auf diesem Wege nicht die erhoffte Wirkung erzielt werden konnte, entsandte die südafrikanische Union Defence Force im Februar 1917 mehr als 800 Soldaten ins Ovamboland, welche die Kwanyama besiegten. Ndemufayo fand dabei den Tod.
Der damalige Kommandeur der britisch-südafrikanischen Militärverwaltung, Colonel de Jager, ernannte sich nach dem Feldzug selbst zum König der Ovambo. Die Ovambo wurden daraufhin entwaffnet und in großer Zahl als „Kontraktarbeiter“ in den Süden geschickt.
1919 wurde Südwestafrika als Mandatsgebiet im Auftrag des Völkerbundes von der Südafrikanischen Union übernommen. In den folgenden Jahrzehnten wurden die Restriktionen und Kontrollen im Ovamboland stetig erweitert, was 1964 im Zuge der Apartheidspolitik seinen Höhepunkt erreichte.
Der erste regional wirksame Schritt für Ovamboland im Verlauf der nach der Odendaal-Kommission vorgeschlagenen Homelandbildung in Südwestafrika war die vom südafrikanischen Staatspräsidenten zum 2. Oktober 1968 in Kraft getretene Proclamation R 291. Hiermit wurde die Errichtung des Ovamboland Legislative Council, ein Selbstverwaltungsorgan angeordnet. Mit der am selben Tag erlassenen Proclamation R 290 kam es zur Berufung von sieben Traditionellen Stammesbehörden (traditional tribal authorities). Diese waren die tribal authorities von Kolonkadhi-Eunda, Kwaluudhi, Kwambi, Kwanyama, Mbalantu, Ndonga und Ngandjera. Die formelle rechtliche Basis für diese Schritte bildete das im selben Jahr beschlossene Gesetz Development of Self-Government for Native Nations of South-West Africa Act (Act 54 / 1968), womit nach Vorstellungen der südafrikanischen Regierung die „Realisierung ihres Rechts auf selbstbestimmte Entwicklung in geordneter Weise zu einer selbstverwalteten Nation und Unabhängigkeit“ für die Bevölkerung von Ovamboland in Gang gesetzt wurde.
Durch die Proclamation R 104 vom 27. April 1973 (Owambo Constitution Proclamation) führte die südafrikanische Administration im District of Ovamboland einen Selbstverwaltungsstatus ein. Hierbei änderte sich der Name in Owambo und Ongwediva wurde als Sitz der Verwaltung festgelegt sowie Ndonga, Englisch und Afrikaans zu Amtssprachen erklärt. Das oberste Vertretungsorgan der dort ansässigen Bevölkerung war der Ovamboland Legislative Council (deutsch etwa: „Gesetzgebende Versammlung von Owambo“), dessen erste Wahl im August 1973 stattfand und aufgrund der niedrigen Wahlbeteiligung (etwa 2,2 Prozent) im Januar 1975 wiederholt wurde. In deren Folge wurde der die Apartheid unterstützende Chief Filemon Elifas zum Chief Minister gewählt.

### Namibischer Befreiungskampf
Keine andere Region Namibias stand derart im Zeichen des namibischen Befreiungskampfes wie das Ovamboland. Dabei war die SWAPO die treibende Kraft. Die SWAPO selbst war aus der OPO, einer reinen Ovambo-Partei, hervorgegangen.
Während des namibischen Befreiungskampfes verloren tausende Ovambo ihr Leben und zehntausende mussten ins Exil flüchten. So flohen allein im Zeitraum von 1975 bis 1988 rund 50.000 Ovambo nach Angola. Als Konsequenz dessen blieb unter anderem die weitere Entwicklung des Ovambolandes in diesen Jahren stark rückläufig.
Die erste militärische Auseinandersetzung zwischen den Ovambo und den südafrikanischen Streitkräften fand 1966 in Ongulumbashe statt und bis zum Ende eines jahrzehntelangen Konfliktes, welcher mit der Unabhängigkeit Namibias endete, fanden die meisten Kämpfe zwischen der PLAN (dem bewaffneten Arm der SWAPO) und den südafrikanischen Streitkräften im Ovamboland statt.
Eines der prominentesten Opfer dieser bewaffneten Konflikte war der Chief Minister des Homelands Filemon Elifas. Er kam am Abend des 17. August 1975 in Folge eines Anschlags durch Guerillakämpfer auf sein Auto in der Nähe von Ondangwa ums Leben. Elfias starb auf dem Weg zu einer Krankenstation und die Attentäter entkamen. Die Unruhen waren von Anschlägen auf afrikanische Stammesvertreter und Handelseinrichtungen sowie durch den Einsatz von Landminen gekennzeichnet. Die meisten Vorfälle wurden der SWAPO zugeschrieben.

### Staatsoberhäupter
vor der Autonomie
- 1968–1972: Uushona Shiimi (Chefratsmitglied)

mit Autonomiestatus
- 1972–1973: Filemon Elifas (Chefratsmitglied)
- 1973–1975: Filemon Elifas (Chefminister)
- 1975–1980: Cornelius Thuhageni Njoba (Chefminister)
- 1980–1981: Cornelius Thuhageni Njoba (Vorsitzender des Exekutivrates)
- 1981–1989: Peter Kalangula (Vorsitzender des Exekutivrates)

## Verwaltung
Auf namibischer Seite (frühere deutsche Bezeichnung: Südliches Amboland) ist das Ovamboland heute in folgende vier Regionen gegliedert:
- Oshikoto
- Ohangwena
- Omusati
- Oshana